# Jim Allen (Künstler)
Jim Allen (* 22. Juli 1922 in Wellington, Neuseeland; † 9. Juni 2023 in Auckland, Neuseeland) war ein neuseeländischer Künstler, Kunstpädagoge und Kunstkritiker. Er gilt als zentrale Figur der zeitgenössischen Kunstentwicklung in Neuseeland in der zweiten Hälfte des 20. Jahrhunderts. Jim Allen machte sich mit seinen innovativen Beiträgen zur Skulptur, Performancekunst und Kunstpädagogik einen Namen.

## Leben
Jim Allen wuchs in Wellington und der Region Wairarapa auf. Seine erste künstlerische Ausbildung erhielt er am Masterton Technical College. Während des Zweiten Weltkriegs diente er fünfeinhalb Jahre lang in der neuseeländischen Armee in Ägypten und Italien. Nach Kriegsende besuchte er in Florenz von der britischen Armee organisierte Kurse in Kunst, Englisch und Geschichte. Nach seiner Rückkehr nach Neuseeland im Jahr 1946 studierte er an der Canterbury College School of Art in Christchurch bei Francis Shurrock. 1949 erhielt er ein Reisestipendium und setzte sein Studium am Royal College of Art in London fort. Dort kam er erstmals intensiv mit zeitgenössischer Kunst in Berührung und beschäftigte sich mit moderner Skulptur und experimenteller Kunst, unter anderem mit Werken von Eduardo Paolozzi. 1952 kehrte Jim Allen nach Neuseeland zurück und arbeitete als Kunstberater unter Gordon Tovey im neuseeländischen Bildungsministerium. In Zusammenarbeit mit Lehrkräften im Far North, darunter Elwyn Richardson, entwickelte er ein kreatives und kindzentriertes Bildungsprogramm, das bildnerisches Gestalten, Schreiben und handwerkliches Arbeiten einbezog. In den 1950er Jahren organisierte er mit Schülern große Skulpturenprojekte, deren Ergebnisse in der Auckland City Art Gallery ausgestellt wurden.
Jim Allen begann seine Karriere in den frühen 1960er Jahren als Dozent für Skulptur an der Elam School of Art in Auckland. Er führte neue, demokratische Lehrmethoden wie Gruppenkritiken und den Austausch mit internationalen Künstlern ein. Diese Ansätze prägten Generationen von Studierenden und führten zu einer tiefgreifenden Erneuerung des Kunstunterrichts. Zeitgleich entwickelte Allen sein eigenes künstlerisches Werk weiter. Neben kleineren Skulpturen realisierte er auch öffentliche Aufträge und architekturbezogene Projekte. Von besonderer Bedeutung ist dabei seine Zusammenarbeit mit dem Architekten John Scott bei der Gestaltung der im Jahr 1961 eröffneten Futuna Chapel in Wellington. Jim Allen entwarf dafür unter anderem die farbigen Acrylglasfenster, die Kreuzwegstationen und die Lichtmodulatoren am Eingang der Kapelle. Zwischen Ende der 1960er- und Mitte der 1980er-Jahre erlebte Jim Allen eine besonders produktive Phase. Nach einem Sabbatical in Großbritannien, den USA und Mexiko im Jahr 1968 begann er, mit Performances, Installationen und Konzeptkunst zu experimentieren. In der Ausstellung Small Worlds (1969, Barry Lett Gallery, Auckland) präsentierte er begehbare Installationen aus PVC, Nylonfäden und UV-Licht. Diese Werke betonten die Aktivität und Erfahrung der Betrachter:innen und stellten traditionelle Kunstformen infrage.
Als Leiter der Bildhauereiabteilung an der Elam School of Art unterstützte Jim Allen junge Künstler, die die Post-Object-Art entwickelten – eine flüchtige, ortsbezogene und politische Kunstform. Er beteiligte sich selbst mit Performances an dieser Bewegung und trug so zur internationalen Sichtbarkeit neuseeländischer Gegenwartskunst bei. 1977 wurde er Gründungsleiter der Kunsthochschule am Sydney College of the Arts in Australien. Dort setzte er erneut auf basisdemokratische Strukturen im Kunststudium, unter anderem mit einem Notensystem auf Basis von bestanden/nicht bestanden. Jim Allen betrachtete seine zehnjährige Tätigkeit in Sydney als ein künstlerisches Werk an sich. Nach seiner Pensionierung im Jahr 1987 kehrte er 1997 nach Neuseeland zurück. Dort beriet er unter anderem das Kunstprogramm der Auckland University of Technology (AUT) und betrieb die kunstkritische Online-Plattform image and text. Darüber hinaus setzte er sich für die Dokumentation und Archivierung der neuseeländischen Post-Object-Art der 1970er Jahre ein. Jim Allen verstarb am 9. Juni 2023 im Alter von 100 Jahren. Mit seinem interdisziplinären, prozessorientierten Zugang zur Kunst und seinem weitreichenden Einfluss als Lehrer hat er die neuseeländische Kunstlandschaft nachhaltig geprägt.

## Werk
Allen gilt als Pionier der „post-object art“ und der konzeptuellen/performativen Praxis in Neuseeland. Seine Werke umfassen Skulpturen, Installationen und Performances, darunter immersive PVC- und UV-Licht-Installationen wie Small Worlds (1969) und performative Arbeiten wie Poetry for Chainsaws (1976). Er arbeitete häufig mit Alltagsmaterialien und betonte Kunst als aktiven, dialogischen Prozess. Als Pädagoge war er eine treibende Kraft hinter einer demokratiefördernden, experimentellen Lehrkultur.